# Iquitos

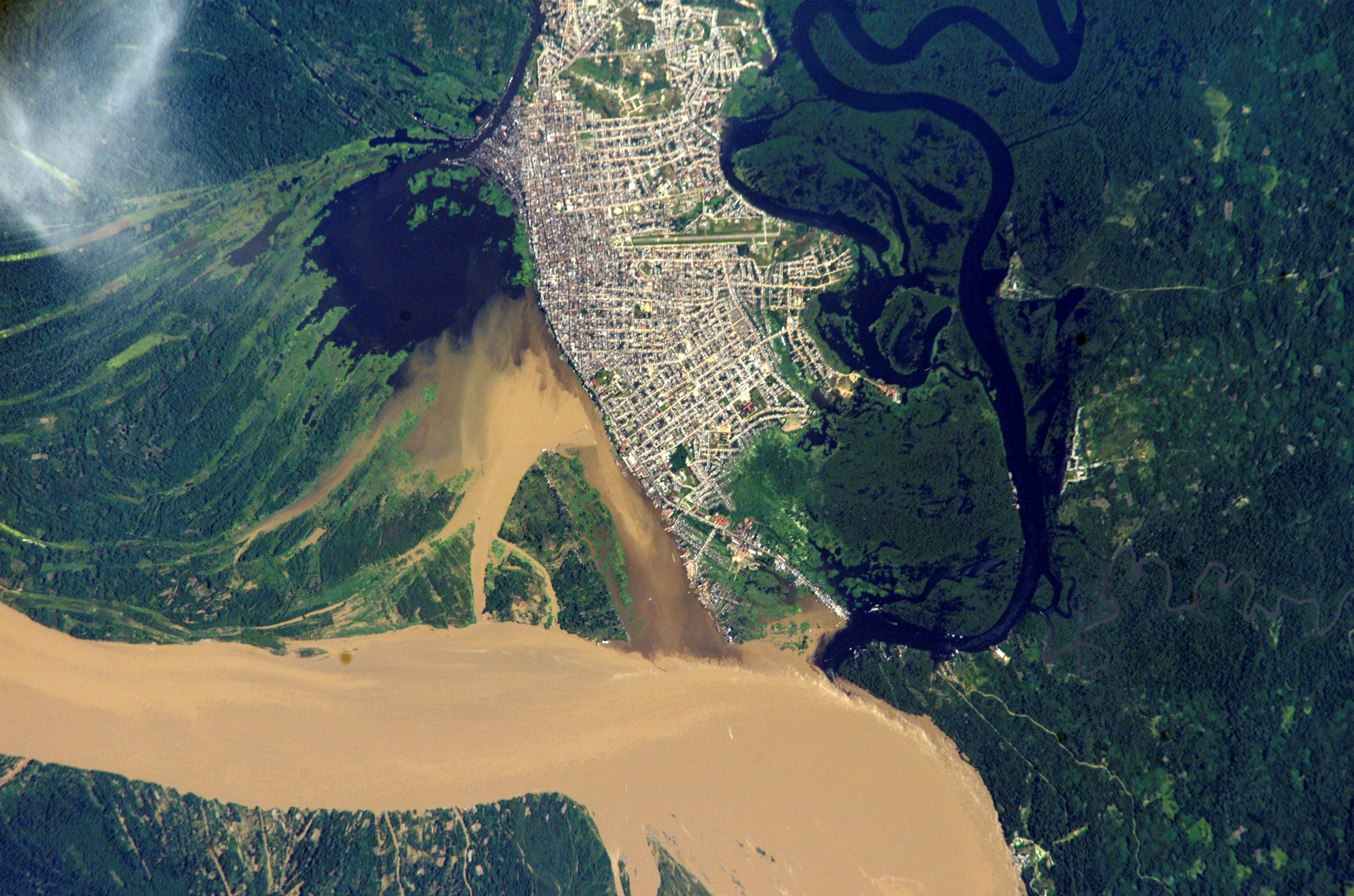
Iquitos

Iquitos – miasto w północno-wschodniej części Peru, nad rzeką Amazonką, ok. 400 tys. mieszkańców. Jest stolicą regionu Loreto i prowincji Maynas oraz jedynym tak dużym miastem na świecie, do którego nie prowadzi żadna droga kołowa ani tor kolejowy. Transport odbywa się głównie drogą wodną (port rzeczny) i lotniczą (port lotniczy Iquitos-Coronel FAP Francisco Secada Vignetta). W latach 1905–1935 w mieście istniała komunikacja tramwajowa o trakcji parowej. 
Iquitos jest ważnym ośrodkiem przemysłu drzewnego i spożywczego (głównym towarem eksportowym jest kauczuk). 
Początki Iquitos sięgają roku 1750, kiedy to założono tam misję jezuicką. Obecnie miasto to jest miejscem, z którego wielu turystów wyrusza na wyprawy w dżungle Amazonii. Pierwszy uniwersytet w Iquitos został założony w 1962 roku. Obecnie istnieją dwa uniwersytety: Universidad Nacional de la Amazonía Peruana oraz Universidad Particular de Iquitos.

## Etymologia
Nazwa miasta pochodzi od nazwy plemienia indiańskiego Iquito, które w tej okolicy zamieszkiwało.

## Ciekawe obiekty
W Iquitos znajduje się zaprojektowany przez Gustave'a Eiffela w 1887 roku Casa de Fierro (Żelazny dom).